# Похлєбаєв Олександр Олексійович
Олекса́ндр Олексі́йович Похлєба́єв — заступник начальника центру–начальник медичної частини Військово-медичного клінічного центру Західного регіону (Львів), полковник медичної служби, лікар вищої категорії, нагороджений медаллю «Воїну-інтернаціоналісту від вдячного афганського народу».
Закінчив 4 курси Запорізького медичного інституту, 5-й курс — на військово-медичному факультеті Саратовського медінституту, лікувальна справа. Як військовий лікар в авіації протягом 1981—1982 років лейтенант Похлєбаєв служив в радянському контингенті у Афганістані, Кундуз. Після повернення залишився працювати військовим лікарем в авіації. З 1987 року працює у Військово-медичному клінічному центрі Західного регіону.

## Нагороди
За особисту мужність і героїзм, виявлені у захисті державного суверенітету та територіальної цілісності України, вірність військовій присязі під час бойових дій та при виконанні службових обов'язків, відзначений:
- 13 серпня 2015 року — почесним званням заслуженого лікаря України.
- Грамотою Українського Червоного Хреста.